# Holcocera phenacocci
Holcocera phenacocci é uma espécie de mariposa do gênero Holcocera pertencente à família Coleophoridae.